# Лі Син Бе
Лі Син Бе (кор. 이승배; 10 травня 1971) — південнокорейський боксер, призер Олімпійських та Азійських ігор.

## Аматорська кар'єра
1992 року Лі Син Бе став чемпіоном Азії в середній вазі. На Олімпійських іграх 1992 завоював бронзову медаль.
- В 1/16 фіналу переміг Міхала Франека (Чехословаччина) — 6-2
- В 1/8 фіналу переміг Рікардо Аранеду (Чилі) — 12-8
- В чвертьфіналі переміг Альберта Папілая (Індонезія) — 15-3
- В півфіналі програв Аріелю Ернандесу (Куба) — 1-14

1994 року на чемпіонаті Азії завоював срібну медаль, програвши у фіналі Аркадію Топаєву (Казахстан), на Кубку світу програв в першому бою Аріелю Ернандесу (Куба), а на Азійських ігор, здобувши перемоги над Хірокуні Мото (Японія), Ділшодом Ярбековим Узбекистан) та Аркадієм Топаєвим (Казахстан), став переможцем 
1995 року перейшов до напівважкої ваги й на чемпіонаті Азії, здобувши три перемоги та програвши у фіналі Василю Жирову (Казахстан), завоював срібну медаль.
На Олімпійських іграх 1996 став срібним призером.
- В 116 фіналу переміг Самуела Леуї (Самоа) — 14-0
- В 1/8 фіналу переміг Фредді Рохаса (Куба) — 13-9
- В чвертьфіналі переміг Стіпе Дрвіша (Хорватія) — 14-11
- В півфіналі переміг Томаса Ульріха (Німеччина) — 12-8
- В фіналі програв Василю Жирову (Казахстан) — 4-17

1998 року на Азійських іграх зайняв друге місце, поступившись у фіналі Сергію Михайлову (Узбекистан).
Після завершення виступів Лі Син Бе став тренером з боксу.